# Bönnink
Het Bönnink is een landgoed en natuurgebied ten noordoosten van Winterswijk in de Nederlandse provincie Gelderland. Het is tevens (naast negentien andere gebieden) onderdeel van het in 2005 door de Nederlandse overheid uitgeroepen Nationaal Landschap Winterswijk, een gebied van totaal bijna 22.000 hectare groot.

## Achtergrond
Het landgoed Bönnink bestaat uit een boerderij met bijgebouwen, percelen grasland met houtwallen en loofbossen, een oude boomgaard en bouwland. In de 20e eeuw werd de beek op een aantal plaatsen gekanaliseerd om het water versneld af te kunnen voeren. Wat gunstig was voor de landbouw, was minder gunstig voor de natuur. Het vochtige beekdal droogde daardoor uit en bijzondere planten verdwenen.

## Flora en fauna
De bospoel werd vergroot om de groene en bruine kikker meer leefruimte te geven. In samenwerking met het waterschap is de oorspronkelijke loop van de Ratumse Beek hersteld. Nu de beek weer rustig door het landschap kabbelt, herstelt de natuur zich. Er groeien bijzondere planten zoals margriet en tormentil. Op de akker verbouwt de Vereniging Natuurmonumenten graangewassen. Tussen het graan groeien korenbloemen. Langs de bospaden groeien dalkruid en witte klaverzuring en in het najaar veel paddenstoelen. De Ratumse Beek verbindt het nabijgelegen natuurgebied Dottinkrade met Bönnink.

## Bron
- Bönnink op de website natuurmonumenten.nl

Bekendelle · Beurzerbeek · Blekkinkveen · Bönnink · Borkense baan · Buskersbos · Corlese Veen · Döttinkrade · Grote Goor · Hilgelo · Kloosterbos · Korenburgerveen · Landgoed Kotten · Landgoed Mentink · Landgoed Walfort · Loohuisbos · Meddosche Veen · Slingeplas · Steengroeve · Steenkamp · Stortelersbeek · Vragenderveen · Willinks Weust · Wooldse Veen · Zwanenbroek